# Günther Platter
 (décembre 2019).
Si vous disposez d'ouvrages ou d'articles de référence ou si vous connaissez des sites web de qualité traitant du thème abordé ici, merci de compléter l'article en donnant les références utiles à sa vérifiabilité et en les liant à la section « Notes et références ».
Günther Platter, né le 7 juillet 1954 à Zams, est un homme d'État autrichien membre du Parti populaire autrichien (ÖVP).

## Biographie
Il est élu bourgmestre de Zams en 1989, puis député au Conseil national en 1994. Il démissionne de toutes ses fonctions en 2000, quand il est nommé conseiller régional à la Culture, à l'Éducation et aux Sports du Tyrol par Wendelin Weingartner. Il est confirmé en 2002 par Herwig van Staa.
Il est désigné le 28 février 2003 ministre fédéral de la Défense nationale dans le second gouvernement fédéral du chancelier Wolfgang Schüssel. À la formation du cabinet fédéral d'Alfred Gusenbauer le 11 janvier 2007, il devient ministre fédéral de l'Intérieur.
Après la contre-performance de l'ÖVP aux élections régionales du 8 juin 2008 dans le Tyrol, Hewig van der Staa renonce à entreprendre un troisième mandat. Ayant formé une « grande coalition » avec le SPÖ, Günther Platter est investi le 1er juillet Landeshauptmann de Tyrol. La veille, il avait démissionné du gouvernement fédéral.
Lors des élections du 28 avril 2013, le Parti populaire reste la première force politique en conservant ses 16 députés sur 36. Il décide toutefois de changer d'allié au Landtag et s'associe avec les Grünen au sein d'une « coalition noire-verte ».